# Jucy Lucy
Pour le groupe de blues-rock britannique, voir Juicy Lucy (groupe).

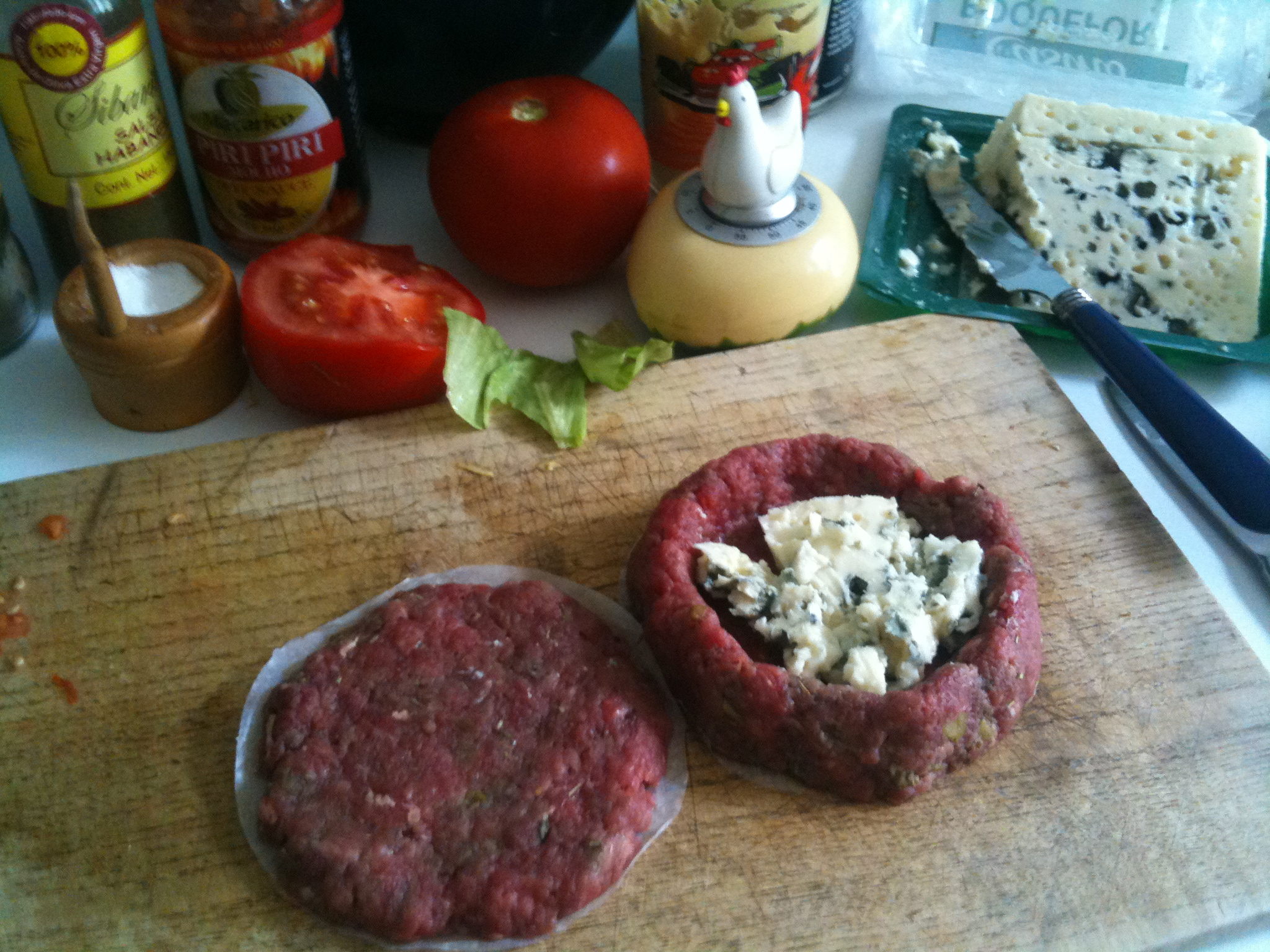
Préparation d'un Jucy Lucy.

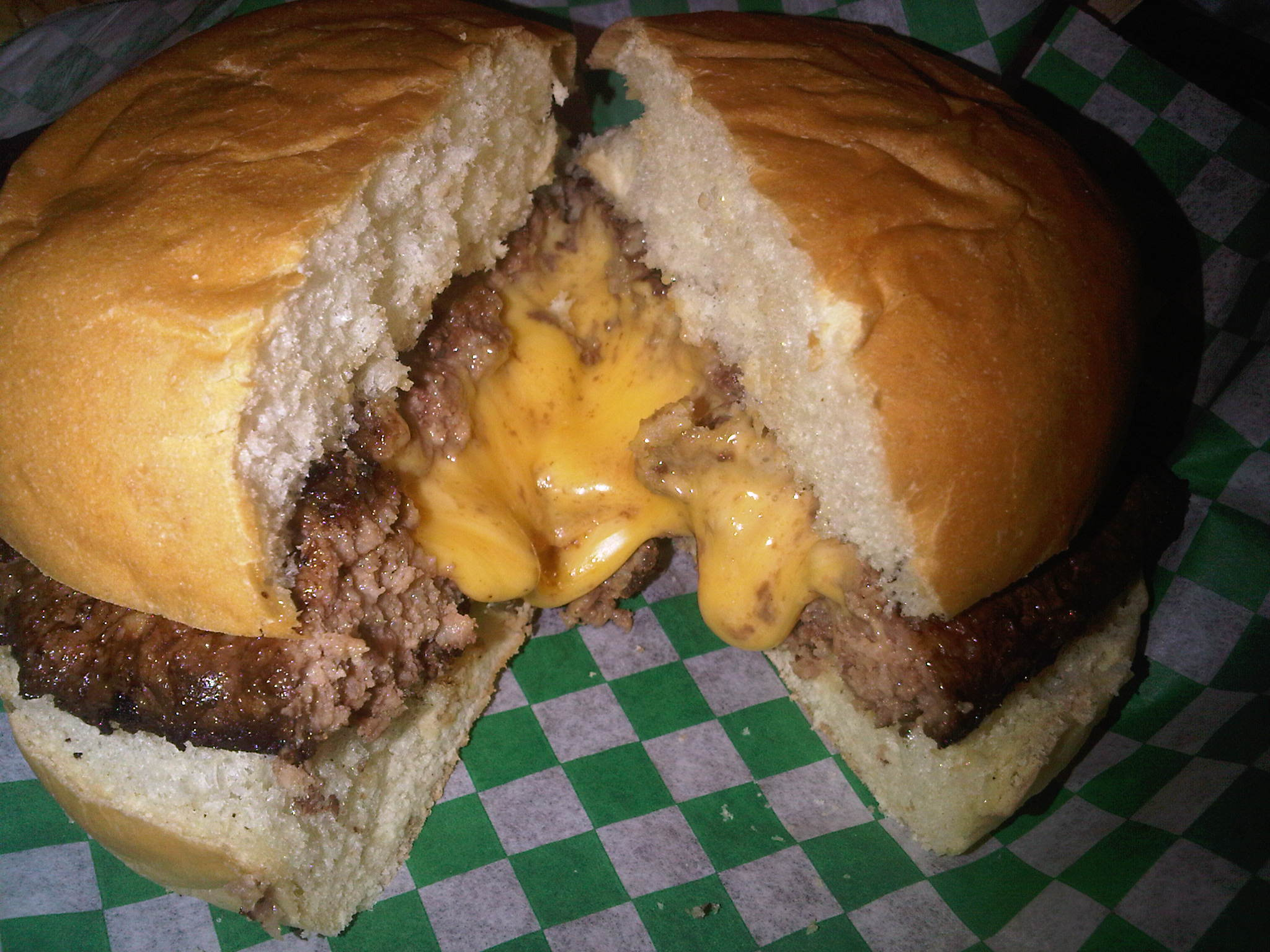
Un burger Jucy Lucy.

Le Jucy Lucy [sic] ou Juicy Lucy est un cheeseburger dont le fromage est inséré dans le steak et non par-dessus. Deux bars de Minneapolis s'en disputent aujourd'hui la paternité.